# Leiarius marmoratus
Leiarius marmoratus är en fiskart som först beskrevs av Gill, 1870.  Leiarius marmoratus ingår i släktet Leiarius och familjen Pimelodidae. Inga underarter finns listade i Catalogue of Life.